# Audi Q6

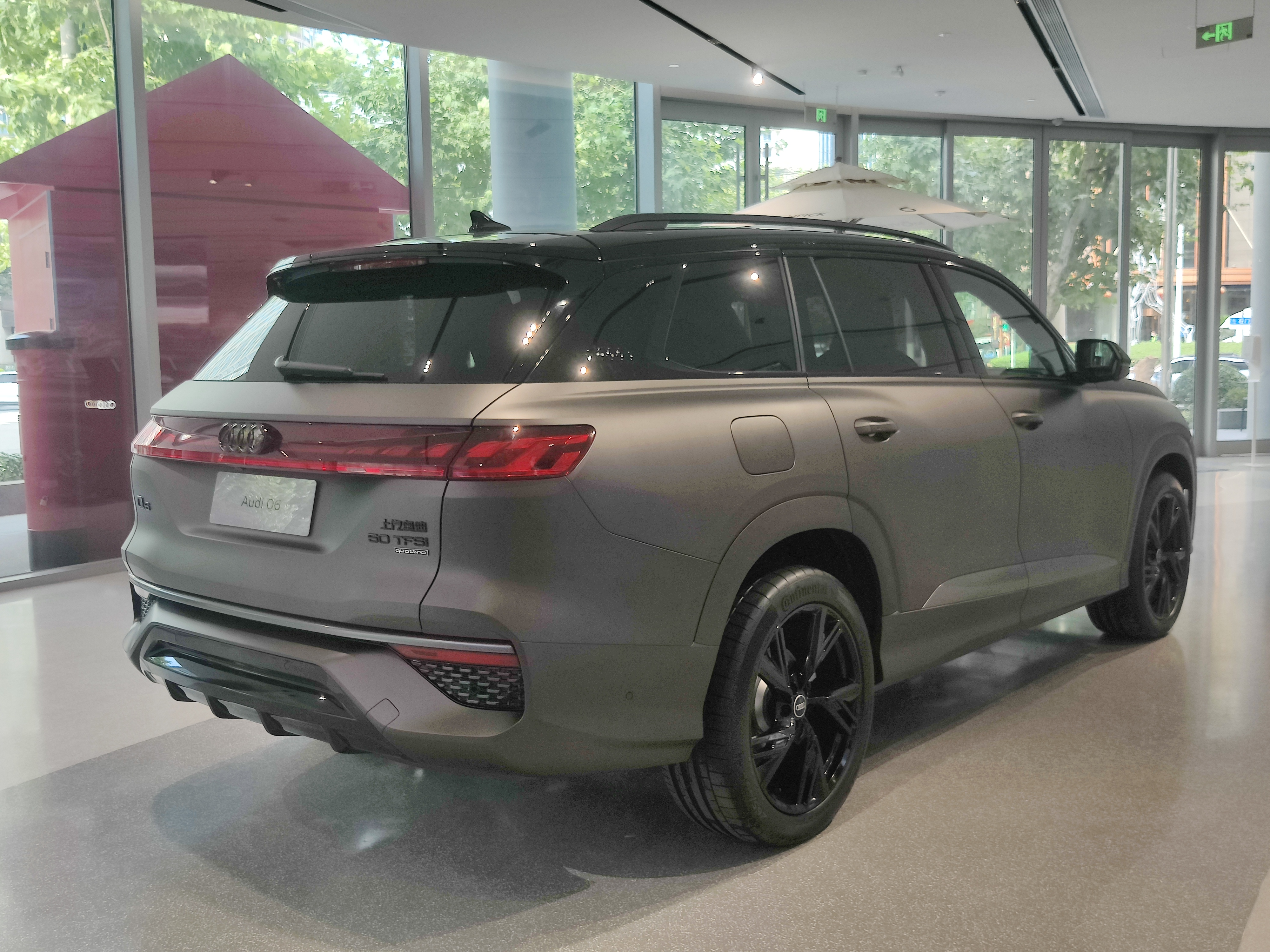
Heckansicht

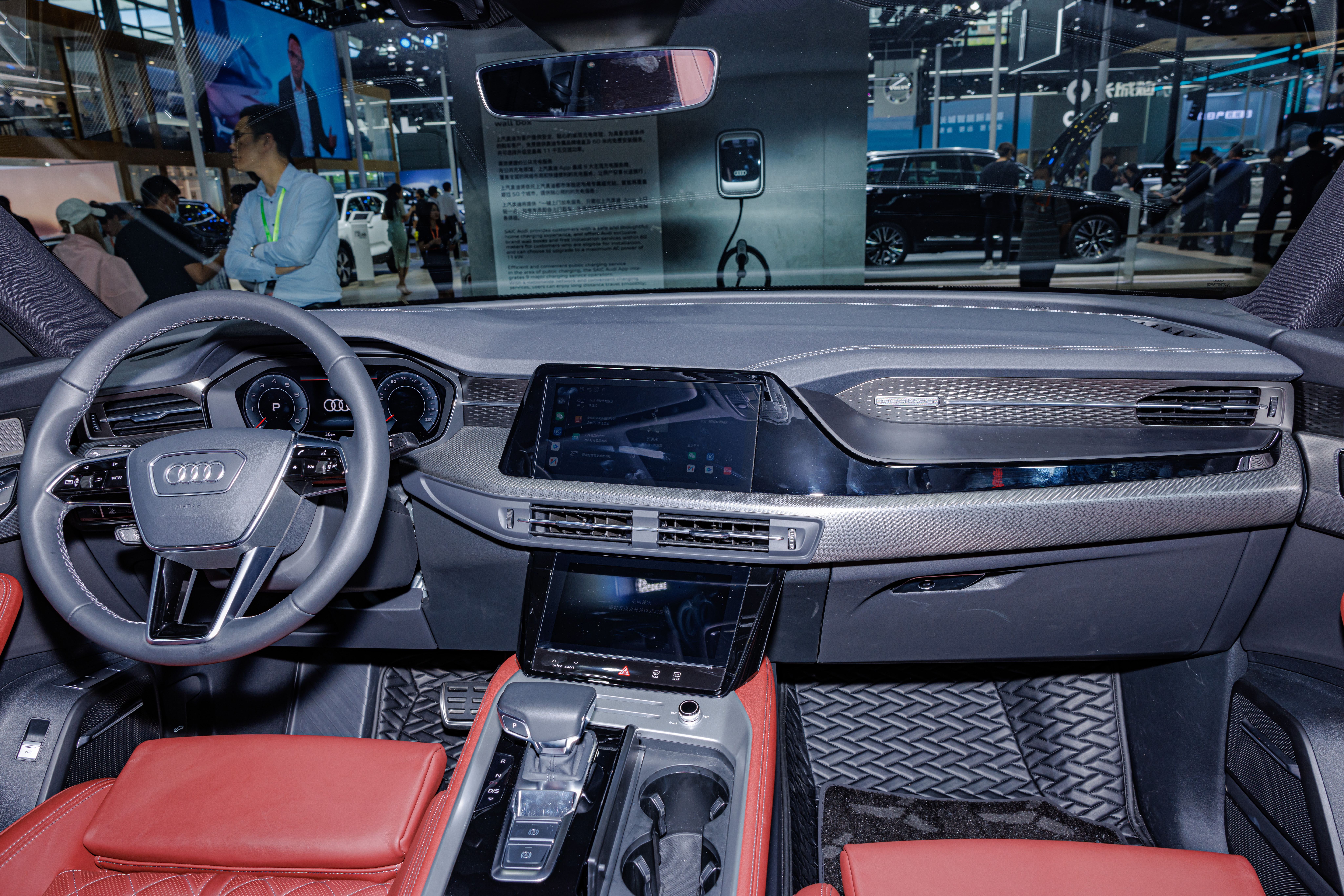
Innenansicht

Der Audi Q6 ist ein Sport Utility Vehicle des Fahrzeugherstellers Audi.

## Geschichte
Vorgestellt wurde das Fahrzeug im Juli 2022. Zwei Monate später kam es auf dem chinesischen Markt in den Handel. Die Produktion erfolgt bei SAIC Volkswagen. Eine Vermarktung außerhalb Chinas ist wie beim ebenfalls von SAIC Volkswagen gebauten Q5 e-tron nicht geplant.

## Technische Daten
Der Q6 basiert wie auch der VW Atlas und der VW Talagon auf dem Modularen Querbaukasten des Volkswagen-Konzerns. Mit einer Länge von 5,10 Meter übertrifft er den Audi Q7 und den Audi Q8.
Der Innenraum des Q6 bietet drei Sitzreihen mit sechs oder sieben Sitzen. Angetrieben wird der Wagen von einem quer eingebauten Vier- oder Sechszylinder-Ottomotor. Der 2,0-Liter-TFSI-Vierzylinder-Motor ist in zwei Leistungsstufen erhältlich. Der VR6-Sechszylinder ist bereits aus dem VW Teramont bekannt und hat 2,5 Liter Hubraum. Alle Motorvarianten werden mit einem 7-Gang-Doppelkupplungsgetriebe und quattro-Antrieb kombiniert.
|                                             | 40 TFSI quattro                  | 45 TFSI quattro                  | 50 TFSI quattro                  |
| Bauzeitraum                                 | seit 09/2022                     | seit 09/2022                     | 09/2022–12/2024                  |
| Motorkenndaten                              |                                  |                                  |                                  |
| Motorbaureihe                               | VW EA888                         | VW EA888                         | VW EA390                         |
| Motortyp                                    | Reihen-Vierzylinder-Ottomotor    | Reihen-Vierzylinder-Ottomotor    | VR-Sechszylinder-Ottomotor       |
| Motoraufladung                              | Turbolader                       | Turbolader                       | Turbolader                       |
| Hubraum                                     | 1984 cm³                         | 1984 cm³                         | 2492 cm³                         |
| max. Leistung                               | 170 kW (231 PS)                  | 195 kW (265 PS)                  | 220 kW (299 PS)                  |
| max. Drehmoment                             | 370 Nm                           | 400 Nm                           | 500 Nm                           |
| Kraftübertragung                            |                                  |                                  |                                  |
| Antrieb                                     | Allradantrieb                    | Allradantrieb                    | Allradantrieb                    |
| Getriebe                                    | 7-Stufen-Doppelkupplungsgetriebe | 7-Stufen-Doppelkupplungsgetriebe | 7-Stufen-Doppelkupplungsgetriebe |
| Messwerte                                   |                                  |                                  |                                  |
| Höchstgeschwindigkeit                       | 207 km/h                         | 207 km/h                         | 207 km/h                         |
| Beschleunigung, 0–100 km/h                  | 8,6 s                            | 7,6 s                            | 7,3 s                            |
| Kraftstoffverbrauch auf 100 km (kombiniert) | 9,3 l Super                      | 9,3 l Super                      | 10,3 l Super                     |
| Leergewicht                                 | 2205 kg                          | 2205 kg                          | 2280 kg                          |
| Abgasnorm                                   | China VI                         | China VI                         | China VI                         |